# Eupithecia rubellata
Eupithecia rubellata là một loài bướm đêm trong họ Geometridae.